# Rincón Chico
Rincón Chico fue una localidad ubicada en el departamento Collón Curá en el sudeste de la provincia del Neuquén, en la Patagonia Argentina. Fue construida para albergar a los obreros y sus familias que trabajaron en la construcción del Embalse de Piedra del Águila. Luego de la finalización de dicha obra, la villa fue desalojada y desmantelada. Sus ruinas se encuentran a 14 kilómetros de la ruta Nacional 237 en el camino que conduce a la represa de Piedra del Águila.

## Historia
Previo al inicio de las obras de construcción del Embalse de Piedra del Águila, la empresa Hidronor llevó a cabo la construcción de asentamientos provisorios para albergar a los obreros y a sus familias durante la duración de la obra. Uno de esos asentamientos fue la Villa Rincón Chico. En 1984 se realizó la construcción del asentamiento, que fue planificado para albergar 9.000 habitantes, y que contaba con servicios básicos como agua potable, luz y gas los cuales eran provistos a las casas de manera subterránea. También, existían diversos comercios que proveían de todo lo necesario a sus habitantes para que no tuvieran que viajar a los pueblos cercanos. Adicionalmente, se contaba con un cine, un gimnasio, una iglesia y una central telefónica. Entre las instituciones disponibles para sus habitantes se podía encontrar un destacamento policial, un centro de salud, una sucursal bancaria, una escuela primaria y una escuela secundaria, ambas de gestión privada.
La villa estuvo lejos de ser un campamento precario y se construyó como una ciudad modelo. Su infraestructura incluía calles asfaltadas, redes de agua potable y electricidad, cloacas, un hospital completamente equipado y hasta una iglesia. Para muchos, su calidad de vida superaba a la de varias localidades permanentes de la región.
En su apogeo llegó a detentar más de 5.500 habitantes. Su existencia no debía exceder los ocho años, y así ocurrió. En 1992, cuando el embalse entró en operación, las casas prefabricadas fueron desmanteladas, los terrenos devueltos a sus dueños originales. Como resultado, la pequeña ciudad se fue despoblando hasta su desmantelamiento total.